# Campeonato de Primera D 2001-02
El Campeonato de Primera D 2001-02 fue la quincuagésima segunda edición de la categoría. Se disputó del 29 de julio de 2001 al el 29 de junio de 2002.
Los nuevos participantes fueron: Atlas, que volvió de la desafiliación y los descendidos de la Primera C, Sacachispas y Leandro N. Alem.
El certamen fue disputado por 17 equipos, que jugaron dos torneos de 17 fechas cada uno. El primero de la temporada, denominado Apertura, fue ganado por Villa San Carlos. El segundo, denominado Clausura, lo obtuvo Sacachispas. El campeón, ganador del cuadrangular final, fue Villa San Carlos, que obtuvo el único ascenso.
Por otra parte, el torneo determinó la desafiliación por un año de Muñiz, al quedar en la última posición de la tabla de promedios.

## Ascensos y descensos
| Promedio | Desafiliado de la Primera D 2000-01 |
| -------- | ----------------------------------- |
| 16.º     | Deportivo Paraguayo                 |

| Reafiliado |
| ---------- |
| Atlas      |

| Posición | Ascendido a la Primera C 2001-02 |
| -------- | -------------------------------- |
| Campeón  | Acassuso                         |

| Promedio | Descendidos de la Primera C 2000-01 |
| -------- | ----------------------------------- |
| 17.º     | Sacachispas                         |
| 18.º     | Leandro N. Alem                     |

- De esta manera, el número de participantes aumentó a 17 equipos.

## Equipos
| Equipo              | Ciudad             | Estadio                   | Capacidad |
| ------------------- | ------------------ | ------------------------- | --------- |
| Atlas               | General Rodríguez  | Ricardo Puga              | 2500      |
| Central Ballester   | General San Martín | Monumental de Villa Lynch | 1000      |
| Centro Español      | Haedo              | Ituzaingó                 | 3500      |
| Claypole            | Claypole           | Rodolfo Vicente Capocasa  | 1000      |
| Defensores Unidos   | Zárate             | Gigante de Villa Fox      | 6000      |
| Fénix               | Pilar              | Leandro N. Alem           | 4000      |
| Ferrocarril Urquiza | Villa Lynch        | Monumental de Villa Lynch | 1000      |
| Juventud Unida      | San Miguel         | Néstor Bedgni             | 3200      |
| Leandro N. Alem     | General Rodríguez  | Leandro N. Alem           | 4000      |
| Lugano              | Tapiales           | José María Moraños        | 1500      |
| Muñiz               | Muñiz              | Polideportivo Grand Bourg | 500       |
| Puerto Nuevo        | Campana            | Rubén Carlos Vallejos     | 500       |
| Sacachispas         | Buenos Aires       | Roberto Larrosa           | 4000      |
| Sportivo Barracas   | Buenos Aires       | Saturnino Moure           | 1500      |
| Victoriano Arenas   | Valentín Alsina    | Saturnino Moure           | 1500      |
| Villa San Carlos    | Berisso            | Genacio Sálice            | 4000      |
| Yupanqui            | Buenos Aires       | Roberto Larrosa           | 4000      |

### Distribución geográfica de los equipos
| Región                                   | Cant. | Equipos |
| ---------------------------------------- | ----- | --- |
| Conurbano bonaerense                     | 9     | Central Ballester, Centro Español, Claypole, Fénix, Ferrocarril Urquiza, Juventud Unida, Lugano, Muñiz y Victoriano Arenas |
| Ciudad de Buenos Aires                   | 3     | Sacachispas, Sportivo Barracas y Yupanqui                                                                                  |
| Interior de la provincia de Buenos Aires | 5     | Atlas, Defensores Unidos, Leandro N. Alem, Puerto Nuevo y Villa San Carlos                                                 |

## Formato

### Competición
Se disputaron dos torneos: Apertura y Clausura. En cada uno de ellos, los 17 equipos se enfrentaron todos contra todos. Ambos se jugaron a una sola rueda. Los partidos disputados en el Torneo Clausura representaron los desquites de los del Torneo Apertura, invirtiendo la localía. Si el ganador del Torneo Apertura y el Clausura fuera el mismo equipo, sería el campeón. En cambio, si los ganadores fueran dos equipos distintos jugarían un cuadrangular por eliminación directa con los dos equipos mejor ubicados en la tabla general, para determinarlo.

### Ascensos
El único ascenso fue para el campeón.

### Descensos
Al final de la temporada, el equipo con el peor promedio fue suspendido en su afiliación por un año.

## Torneo Apertura

### Tabla de posiciones final
| Pos | Equipo              | PJ | PG | PE | PP | GF | GC | DIF | Pts |
| --- | ------------------- | -- | -- | -- | -- | -- | -- | --- | --- |
| 1   | Villa San Carlos    | 16 | 15 | 0  | 1  | 40 | 7  | 33  | 45  |
| 2   | Sacachispas         | 16 | 11 | 3  | 2  | 32 | 16 | 16  | 36  |
| 3   | Defensores Unidos   | 16 | 9  | 6  | 1  | 29 | 17 | 12  | 33  |
| 4   | Lugano              | 16 | 9  | 5  | 2  | 31 | 16 | 15  | 32  |
| 5   | Fénix               | 16 | 7  | 4  | 5  | 31 | 24 | 7   | 25  |
| 6   | Victoriano Arenas   | 16 | 7  | 4  | 5  | 21 | 17 | 4   | 24  |
| 7   | Sportivo Barracas   | 16 | 7  | 3  | 6  | 22 | 23 | -1  | 24  |
| 8   | Puerto Nuevo        | 16 | 6  | 5  | 5  | 27 | 18 | 9   | 23  |
| 9   | Central Ballester   | 16 | 6  | 3  | 7  | 24 | 34 | -10 | 21  |
| 10  | Centro Español      | 16 | 5  | 5  | 6  | 22 | 25 | -3  | 20  |
| 11  | Juventud Unida      | 16 | 5  | 5  | 6  | 19 | 22 | -3  | 20  |
| 12  | Leandro N. Alem     | 16 | 4  | 6  | 6  | 22 | 27 | -5  | 18  |
| 13  | Ferrocarril Urquiza | 16 | 3  | 4  | 9  | 10 | 18 | -8  | 13  |
| 14  | Claypole            | 16 | 2  | 5  | 9  | 18 | 27 | -9  | 11  |
| 15  | Atlas               | 16 | 2  | 5  | 9  | 12 | 28 | -16 | 11  |
| 16  | Muñiz               | 16 | 1  | 6  | 9  | 12 | 24 | -12 | 9   |
| 17  | Yupanqui            | 16 | 2  | 1  | 13 | 12 | 41 | -29 | 7   |

|  |                                                                  |
|  | Campeón del apertura. Clasificado a la semifinal por el ascenso. |

## Torneo Clausura

### Tabla de posiciones final
| Pos | Equipo              | PJ | PG | PE | PP | GF | GC | DIF | Pts |
| --- | ------------------- | -- | -- | -- | -- | -- | -- | --- | --- |
| 1   | Sacachispas         | 16 | 13 | 2  | 1  | 51 | 20 | 31  | 38  |
| 2   | Fénix               | 16 | 12 | 2  | 2  | 36 | 14 | 22  | 38  |
| 3   | Villa San Carlos    | 16 | 9  | 4  | 3  | 35 | 22 | 13  | 31  |
| 4   | Puerto Nuevo        | 16 | 9  | 3  | 4  | 31 | 20 | 11  | 30  |
| 5   | Central Ballester   | 16 | 8  | 3  | 5  | 28 | 22 | 6   | 27  |
| 6   | Defensores Unidos   | 16 | 7  | 4  | 5  | 27 | 19 | 8   | 25  |
| 7   | Lugano              | 16 | 7  | 4  | 5  | 27 | 24 | 3   | 25  |
| 8   | Centro Español      | 16 | 7  | 4  | 5  | 22 | 21 | 1   | 25  |
| 9   | Victoriano Arenas   | 16 | 6  | 6  | 4  | 27 | 20 | 7   | 24  |
| 10  | Juventud Unida      | 16 | 6  | 4  | 6  | 29 | 26 | 3   | 22  |
| 11  | Claypole            | 16 | 5  | 4  | 7  | 19 | 26 | -7  | 19  |
| 12  | Yupanqui            | 16 | 5  | 2  | 9  | 18 | 33 | -15 | 17  |
| 13  | Leandro N. Alem     | 16 | 3  | 6  | 7  | 17 | 30 | -13 | 15  |
| 14  | Atlas               | 16 | 2  | 5  | 9  | 11 | 25 | -14 | 11  |
| 15  | Sportivo Barracas   | 16 | 2  | 4  | 10 | 17 | 33 | -16 | 10  |
| 16  | Muñiz               | 16 | 2  | 3  | 11 | 19 | 41 | -22 | 9   |
| 17  | Ferrocarril Urquiza | 16 | 1  | 4  | 11 | 13 | 31 | -18 | 7   |

|  |                                                                   |
|  | Ganador del apertura. Clasificado al cuadrangular por el ascenso. |

## Tabla de posiciones general de la temporada
| Pos | Equipo              | PJ | PG | PE | PP | GF | GC | DIF | Pts |
| --- | ------------------- | -- | -- | -- | -- | -- | -- | --- | --- |
| 1   | Villa San Carlos    | 32 | 24 | 4  | 4  | 75 | 29 | 46  | 76  |
| 2   | Sacachispas         | 32 | 24 | 5  | 3  | 83 | 36 | 47  | 74  |
| 3   | Fénix               | 32 | 19 | 6  | 7  | 67 | 38 | 29  | 63  |
| 4   | Defensores Unidos   | 32 | 16 | 10 | 6  | 56 | 36 | 20  | 58  |
| 5   | Lugano              | 32 | 16 | 9  | 7  | 58 | 40 | 18  | 57  |
| 6   | Puerto Nuevo        | 32 | 15 | 8  | 9  | 58 | 38 | 20  | 53  |
| 7   | Victoriano Arenas   | 32 | 13 | 10 | 9  | 48 | 37 | 11  | 49  |
| 8   | Central Ballester   | 32 | 14 | 6  | 12 | 52 | 56 | -4  | 48  |
| 9   | Centro Español      | 32 | 12 | 9  | 11 | 44 | 46 | -2  | 45  |
| 10  | Juventud Unida      | 32 | 11 | 9  | 12 | 48 | 48 | 0   | 42  |
| 11  | Sportivo Barracas   | 32 | 9  | 7  | 16 | 39 | 56 | -17 | 34  |
| 12  | Leandro N. Alem     | 32 | 7  | 12 | 13 | 39 | 57 | -18 | 33  |
| 13  | Claypole            | 32 | 7  | 9  | 16 | 37 | 53 | -16 | 30  |
| 14  | Yupanqui            | 32 | 7  | 3  | 22 | 30 | 74 | -44 | 24  |
| 15  | Atlas               | 32 | 4  | 10 | 18 | 23 | 53 | -30 | 22  |
| 16  | Ferrocarril Urquiza | 32 | 4  | 8  | 20 | 23 | 49 | -26 | 20  |
| 17  | Muñiz               | 32 | 3  | 9  | 20 | 31 | 65 | -34 | 18  |

|  |                                              |
|  | Clasificados al cuadrangular por el ascenso. |

## Torneo cuadrangular por el ascenso

### Semifinales
Se disputaron a partido único, haciendo de local y teniendo ventaja deportiva los campeones de los torneos Apertura y Clausura, en detrimento de los equipos clasificados mediante la tabla general.
| 6 de julio de 2002 | Villa San Carlos | 1:1 | Defensores Unidos | Estadio Gildo Francisco Ghersinich, Gerli |  |

| 6 de julio de 2002 | Sacachispas | 1:1 | Fénix | Estadio Nueva España, Buenos Aires |  |

### Final
Se disputó a doble partido, haciendo de local en el desquite el mejor ubicado en la tabla general.
| Sacachispas      | 0 - 1 | Villa San Carlos | Nueva España       | 13 de julio |
| Villa San Carlos | 0 - 0 | Sacachispas      | Jorge Luis Hirschi | 28 de julio |

## Tabla de descenso
| Pos | Equipo              | 1999/00 | 2000/01 | 2001/02 | Pts | PJ | Promedio |
| --- | ------------------- | ------- | ------- | ------- | --- | -- | -------- |
| 1º  | Villa San Carlos    | 48      | 71      | 76      | 195 | 90 | 2,166    |
| 2º  | Sacachispas         | 52      | 0       | 74      | 126 | 60 | 2,100    |
| 3º  | Fénix               | 66      | 58      | 63      | 187 | 90 | 2,077    |
| 4º  | Defensores Unidos   | 0       | 48      | 58      | 106 | 62 | 1,709    |
| 5º  | Central Ballester   | 50      | 50      | 48      | 148 | 90 | 1,644    |
| 6º  | Juventud Unida      | 42      | 48      | 42      | 132 | 90 | 1,466    |
| 7º  | Victoriano Arenas   | 30      | 50      | 49      | 129 | 90 | 1,433    |
| 8º  | Puerto Nuevo        | 35      | 35      | 53      | 123 | 90 | 1,366    |
| 9º  | Centro Español      | 38      | 39      | 45      | 122 | 90 | 1,355    |
| 10º | Sportivo Barracas   | 36      | 47      | 34      | 117 | 90 | 1,300    |
| 11º | Claypole            | 49      | 34      | 30      | 113 | 90 | 1,255    |
| 12º | Lugano              | 35      | 16      | 57      | 108 | 90 | 1,200    |
| 13º | Leandro N. Alem     | 0       | 0       | 33      | 33  | 32 | 1,031    |
| 14º | Ferrocarril Urquiza | 0       | 43      | 20      | 63  | 62 | 1,016    |
| 15º | Yupanqui            | 19      | 25      | 24      | 68  | 90 | 0,755    |
| 16º | Atlas               | 0       | 0       | 22      | 22  | 32 | 0,687    |
| 17º | Muñiz               | 20      | 18      | 18      | 56  | 90 | 0,622    |

|  | Desafiliado por una temporada. |